# Генпентаконтасеребротетрадекапразеодим
Генпентаконтасеребротетрадекапразеодим — бинарное неорганическое соединение
празеодима и серебра
с формулой Ag51Pr14,
кристаллы.

## Получение
- Сплавление стехиометрических количеств чистых веществ:

{\displaystyle {\mathsf {14Pr+51Ag\ {\xrightarrow {1033^{o}C}}\ Ag_{51}Pr_{14}}}}

## Физические свойства
Генпентаконтасеребротетрадекапразеодим образует кристаллы
гексагональной сингонии, пространственная группа P 6/m, параметры ячейки a = 1,2745 нм, c = 0,9420 нм, Z = 1,
структура типа тетрадекагадолинийгенпентаконтасеребра Gd14Ag51
.
Соединение конгруэнтно плавится при температуре 1033°C
и имеет область гомогенности 21,5÷25 ат.% празеодима.